# Miłość jak czekolada
Miłość jak czekolada (hiszp. Dame Chocolate) – amerykańska telenowela wyprodukowana przez telewizję Telemundo w 2007 roku.

## Opis fabuły
Rosita Amado jest niezbyt urodziwą, ale szczerą i dobrą dziewczyną. Mieszka wraz z rodziną w wiosce w Meksyku nieopodał granicy z USA. Pewnego dnia odwiedza ją dziadek, który postanawia przed śmiercią zdradzić jej sekretny przepis na czekoladę. O tajnej recepturze nie może jednak dowiedzieć się nikt spoza rodziny. Wkrótce Rosita spotyka na swojej drodze Bruce'a, którego zaczyna darzyć miłością. Przystojny, inteligentny i bogaty Bruce nie zwraca najmniejszej uwagi na Rositę, a w dodatku jest jednym z właścicieli ogromnej firmy produkującej czekoladę Chocolate Supremo. W dodatku jego matka Grace Remington, kobieta zła i okrutna, nienawidzi Rositę i chce odebrać jej przepis na czekoladę. Pewnego dnia za namową matki Bruce postanawia udawać, że odwzajemnia uczucia Rosity. aby zdobyć sekretny przepis na czekoladę. Kiedy Rosita dowiaduje się prawdy, postanawia uciec z Angelem. Tymczasem wszyscy są przekonani, że Rosita zginęła w wypadku. Ta jednak zmienia twarz w Reality Show i wraca, aby zemścić się na rodzinie Remington.

## Obsada
- Génesis Rodríguez.... Rosita Amado "Violeta Hurtado" - wnuczka Juana Amado. Posiada przepis na czekoladę.
- Carlos Ponce .... Bruce Remington - syn Grace i właściciel fabryki czekolady.
- María Antonieta de las Nieves ....Dulce Amado - siostra Juana Amado.
- Mauricio Ochmann....Fabian Duque - fotograf, syn Mauricio. Zakochany w Rosicie.
- Kristina Lilley .... Grace Remington - matka Bruce'a i pasierbica Juana Amado. Właścicielka fabryki czekolady. Manipulatorka.
- Khotan.... Ángel Pérez - ma obsesję na punkcie Rosity. Kryminalista i morderca.
- Rosalinda Rodríguez.... Hortensia Amado - córka Dulce i ciotka Rosity. Jest matką Azuceny. Zakochana w Maouricio.
- Karla Monroig.... Samantha / Débora Porter - Nienawidzi Rosity/siostra bliźniaczka Samanthy. Kocha Bruce'a.
- Ricardo Chávez.... Diosdado Amado - wujek Rosity. Zakochany w Julii.
- Tuniusha Capote.... Azucena Amado - córka Hortensii i kuzynka Rosity.
- Eduardo Serrano.... Lorenzo Flores - ogrodnik w posiadłości Remington. Przyjaciel Juana i jego rodziny. Zakochany w Grace. Ojciec Bruce'a.
- Hector Suarez....Juan Amado - dziadek Rosity. Ojczym Grace i brat Dulce. Pierwotny właściciel przepisu na czekoladę.
- Jullye Giliberti.... Julia Arismendi - sekretarka w fabryce czekolady. Zakochana w Diosdado. Przyjaciółka Samanthy.
- Alvaro Ruiz.... Luis - lokaj w domu Remington. Tranwestyta.
- Adriana Acosta.... Matilde - kucharka w domu Remington
- Gustavo Franco .... Mauricio Duque - prawnik rodziny Remington a potem rodziny Amado. Ojciec Fabiana.
- Frank Falcon....Dr. Bob - przyjaciel Bruce'a. Zakochany w Ligii.
- Pedro Moreno.... Jose Guttierez - pracownik "Chocolate Supremo". Zakochany w Azucenie.
- Jose Ramon Blanch.... Ricardo Solis - prawnik rodziny Remington. Mąż Julii. Oszust i intrygant.
- Jessica Pacheco.... Ligia - służąca w domu Remington. Kocha Diosdado. Na końcu zostaje z Bobem.
- Riczabeth Sobalvarro.... Eulalia - służąca w domu Remington. Kocha Anacleto
- Bernhard Seifert.... Eduardo - pracownik "Chocolate Supremo"
- Victor Corona.... Anacleto - pracownik "Chocolate Supremo". Kocha Hortensie. Zostaje z Eulalią.
- Freddy Viques.... Matias - pracownik "Chocolate Supremo". Mąż Carmen. Przyjaciel Anacleto.
- Carmen Oliviares.... Carmen - pracownica "Chocolate Supremo". Żona Matiasa, Przyjaciółka Hortensii.
- Arianna Coltellacci.... Veronica - przyjaciółka Fabiana, zakochana w nim.
- Angely Moncayo.... Maria - zakochana w Angelu. Służąca w domu Remington.
- Xavier Coronel.... Mecenas Arturo Bonet - prawnik Debory.
- Giovanna del Portillo.... Lupe - ukochana Diosdado. Zamordowana przez Angela.
- Zuleyka Rivera.... Betsy - ex-narzeczona Bruce'a.
- Heidy Serrano.... La Loba - więźniarka, współlokatorka Samanthy w celi. Pomaga jej uciec z więzienia.